# Edifici Carrer Estudis Nous 3, 5, 7 (Agramunt)
El Carrer Estudis Nous és una via pública del municipi d'Agramunt (Urgell). Els números 3, 5 i 7 són un conjunt que forma part de l'Inventari del Patrimoni Arquitectònic de Catalunya.

## Descripció
És un carrer de poca llargada on el qual el seu costat dret s'hi troba un pas cobert format per una volta de creueria sustentada per magnífiques arcades de mig punt. Hi ha quatre arcades a la part frontal que donen a la via i dues més a cada banda que donen a l'inici i el final a aquest porxo del carrer dels Estudis Nous. Aquestes són d'arc de mig punt formades per grans dovelles de pedra arenosa perfectament tallades adoptant una forma totalment regular i idèntica. Aquests carreus alhora formen massissos pilars rectangulars reforçats en la base amb un gruixut dau de pedra.
Com a coberta d'aquest pas s'hi pot veure una estructura voltada formant una volta d'aresta corresponent amb cada arcada. Aquesta volta és de formigó arrebossat de blanc i actualment hi pengen dos fanals per a donar-hi lluminositat. El sòl d'aquesta part de carrer encara conserva la seva originalitat essent de pedres enllosades col·locades asimètricament. Aquest pas del carrer dels Estudis Nous és característic, ja que a part de la seva poca allargada a més està elevat respecte a la via per on hi passen els cotxes; ho està mitjançant tres escales allargassades situades a banda i banda del pas cobert. En la part més interna hi ha tres portes de tres cases o establiments comercials els quals comparteixen aquest porxo en la seva façana. A les llindes d'aquests portals s'hi veuen escut familiars com el de la casa núm. 3 on apareix un home amb un martell i una flor.